# Kalinacyclus
De kalinacyclus is een in de jaren 70 door de Russische ingenieur Alexander Kalina ontwikkeld thermodynamisch kringproces om warmte om te zetten naar mechanische energie.

## Werking
Het gaat om een aanpassing van de rankinecyclus, waarbij in plaats van water een mengsel van water en ammoniak toegepast wordt, om zo op lagere temperatuur te kunnen verdampen. Het proces laat toe om warme op een lagere temperatuur te recupereren, net zoals de organische rankinecyclus, die met organische oplosmiddelen werkt in plaats van water. Toepassingen zijn onder meer de benutting van aardwarmte en restwarmte van processen tot 100 °C. Een probleem is dat ammoniak giftig en brandbaar is.

## Toepassingen
In 1999 ging een kalinacyclus van 3,6 megawatt elektrisch in dienst bij de staalfabriek te Kashima van Sumitomo Metal Industries.
In 2005 nam Fuji Oil in Tokyo Bay Oil Refinery een kalinacyclus van 4 MW elektrisch in dienst.
Een toepassing is de aardwarmtecentrale van 2 megawatt elektrisch te Húsavík in IJsland, die ging in 2000 van start.
In april 2009 ging te Unterhaching bij München in Duitsland een aardwarmtecentrale van 3,4 MW elektrisch in dienst.
In december 2009 ging te Bruchsal een eenheid van 580 kilowatt elektrisch in dienst.
In 2011 ging in de heetwaterbron Matsunoyama Onsen te Tokamachi, Niigata een kleine eenheid van 50 kW elektriciteit in dienst.